# III. třída okresu Žďár nad Sázavou
 III. třída okresu Žďár nad Sázavou  je pořádána Českomoravským fotbalovým svazem. Jedná se o 9. stupeň v českých fotbalových soutěžích. Hraje se každý rok od léta do jara příštího roku. Na konci ročníku nejlepší jeden až dva týmy postupují do II. třídy okresu Žďár nad Sázavou.

## Vítězové

### III. třída okresu Žďár nad Sázavou
| Ročník    | Vítězný tým                     |
| --------- | ------------------------------- |
| 1974/1975 | SK Osová Bitýška                |
| 1997/1998 | FC Velké Meziříčí „B“           |
| 1998/1999 | TJ Družstevník Bory             |
| 1999/2000 | SK Osová Bítýška                |
| 2000/2001 | TJ Sokol Bohdalov               |
| 2001/2002 | SK FC Křižanov                  |
| 2002/2003 | TJ Sokol Křoví                  |
| 2003/2004 | FC Velké Meziříčí „B“           |
| 2004/2005 | SK Pernštejn Nedvědice          |
| 2005/2006 | FC Santus Jívoví                |
| 2006/2007 | SK Bystřice nad Pernštejnem „B“ |
| 2007/2008 | FC ŽĎAS Žďár nad Sázavou „B“    |
| 2008/2009 | FC Spartak Velká Bíteš „B“      |
| 2009/2010 | TJ Baník Dolní Rožínka          |
| 2010/2011 | FC Hamry nad Sázavou            |
| 2011/2012 | SK Rožná                        |
| 2012/2013 | SK Transformátor Počítky        |
| 2013/2014 | TJ Baník Dolní Rožínka          |
| 2014/2015 | TJ Věchnov                      |
| 2015/2016 | FC Santus Jívoví                |
| 2016/2017 | TJ Baník Dolní Rožínka          |
| 2017/2018 | SK Ujčov                        |
| 2018/2019 | SK Osová Bitýška                |